# Martín Navarrete
Martín César Navarrete (Mendoza, Mendoza, Argentina, 3 de marzo de 1975) es un exfutbolista argentino que jugaba como volante.

## Trayectoria

### Independiente Rivadavia
Navarrete debutó con la camiseta de Independiente Rivadavia en 1996. En 1999 se coronó campeón del Argentino A y obtuvo el ascenso a la B Nacional. Su primera etapa en el club duró hasta el 2000. Para la temporada 2002/03 volvió al club.

### Huracán de San Rafael
En el 2001 pasó a Huracán de San Rafael. Jugó en club de San Rafael hasta el 2002.

### Estudiantes de Río Cuarto
En el 2004 se unió a Estudiantes de Río Cuarto. En el equipo riocuartense tuvo un breve paso.

### Aldosivi
Para la temporada 2004/05 pasó a Aldosivi. Con el tiburón logró el ascenso al Nacional B.

### Deportivo Maipú
En el 2006 volvió a Mendoza y se unió a Deportivo Maipú.

### Atlético Tucumán
A mediados del 2006 viajó a San Miguel de Tucumán y se sumó a Atlético Tucumán. En el decano tuvo un paso corto.

### Brown de Puerto Madryn
En el 2007 pasó a Brown de Puerto Madryn. En el equipo patagónico jugó un año.

### Desamparados
En el 2008 se sumó a Desamparados. Jugó en el equipo sanjuanino durante un año.

### Textil Mandiyú
En el año 2009 se mudó a Corrientes, para vestir la camiseta de Textil Mandiyú.

### Sacachispas
En el año 2015 jugó para Sacachispas.

## Clubes
| Club                      | País      |
| ------------------------- | --------- |
| 9 de Julio de Rafaela     | Argentina |
| Huracán de San Rafael     | Argentina |
| Estudiantes de Río Cuarto | Argentina |
| Aldosivi                  | Argentina |
| Deportivo Maipú           | Argentina |
| Atlético Tucumán          | Argentina |
| Brown de Puerto Madryn    | Argentina |
| Desamparados              | Argentina |
| Textil Mandiyú            | Argentina |
| Sacachispas               | Argentina |

## Palmarés
| Título      | Equipo                  | País      | Año     |
| ----------- | ----------------------- | --------- | ------- |
| Argentino A | Independiente Rivadavia | Argentina | 1998/99 |